# Flughafen Jeju

i7
i11
i13
Der Flughafen Jeju (koreanisch 제주국제공항 englisch Jeju International Airport, IATA-Code: CJU, ICAO-Code: RKPC) ist der internationale Flughafen der Stadt Jeju-si in Südkorea. Nach dem Passagieraufkommen ist er der drittgrößte Flughafen Südkoreas und ist das operative Drehkreuz und die Basis der Jeju Air. Die Strecke nach Seoul-Gimpo ist mit über 17 Millionen Passagieren (Stand 2019) die meist geflogene Flugverbindung der Welt.
Als zentraler Verkehrsknotenpunkt der Insel Jeju-do ist der Flughafen besonders für den Tourismus von großer Bedeutung.

## Militärische Nutzung
Der im Osten des Areals gelegene militärische Bereich beheimatet die 61. Seefliegergruppe der koreanischen Marineflieger. Diese nutzt zurzeit die Lockheed P-3C, die jedoch zunächst teilweise durch Boeing P-8A abgelöst werden.

## Zivile Nutzung

### Fluggesellschaften
Für die Asiana Airlines, die Korean Air und die Eastar Jet dient Jeju als Neben-Drehkreuz.
Außerdem fliegen die Air Busan, die China Airlines, die China Eastern Airlines, die China Southern Airlines, die Jin Air, die TransAsia Airways, die Spring Airlines und die Uni Air den Flughafen an.

### Ziele
Von Jeju aus werden unter anderem diese Ziele angeflogen:
- Busan
- Seoul-Gimpo
- Seoul-Incheon
- Cheongju
- Gwangju
- Daegu
- Nagoya
- Tokio-Narita
- Osaka Kansai
- Changchun
- Dalian
- Shenyang